# 26. српска бригада НОВЈ
Двадесетшеста српска бригада НОВЈ формирана је 12. септембра 1944. у селу Балиновцу, код Врања, од Првог врањског партизанског одреда. До 3. октобра носила је име Прва врањска бригада. На дан формирања имала је три батаљона, а од октобра 1944. извиђачки вод и вод за везу, противтенковску чету и друго. На дан формирања имала је 710, а јануара 1945. године 2,500 бораца. До 20. септембра 1945. била је под командом Главног штаба НОВ Србије, а потом у саставу 46. српске дивизије НОВЈ, изузев од 6. до 14. октобра за време Нишке операције, кад је била у саставу 22. српске дивизије.
Значајније борбе водила је од 8. октобра 1944. године против делова Седме СС дивизије „Принц Еуген“ у рејону Власотинаца и продору преко Бабичке горе и Селичевице, на јужним прилазима Ниша, а 14. октобра продрла у Ниш и учествовала у ослобођењу града. Од јануара до марта 1945, учествовала је у саставу 46. дивизије на уништењу остатака балиста и осталих албанских одметничких снага на Косову и Метохији.